# Groupe d'ESO 508-19
Le groupe d'ESO 508-19 comprend au moins dix galaxies situées dans les constellations de l'Hydre et de la Vierge. La distance moyenne entre ce groupe et la Voie lactée est d'environ 48,0 Mpc (∼157 millions d'al). 

## Membres
Le tableau ci-dessous liste les dix galaxies du groupe indiquées dans l'article de A.M. Garcia paru en 1993.
| Nom                   | Constellation | Class.          | Type                        | α (J2000.0)   | δ (J2000.0)  | Vitesse radiale (km/s) | m            | Distance (Mpc) | Diamètre (kal) |
| --------------------- | ------------- | --------------- | --------------------------- | ------------- | ------------ | ---------------------- | ------------ | -------------- | -------------- |
| NGC 4968              | Hydre         | (R')SAB0^0      | Lenticulaire                | 13h 07m 06.0s | -23° 40′ 37″ | 2988 ± 15              | 12,8         | 48,7 ± 3,4     | 136            |
| NGC 4970              | Hydre         | E-S0            | Lenticulaire                | 13h 07m 33.7s | -24° 00′ 31″ | 3255 ± 35              | 12,2         | 52,6 ± 3,7     | 119            |
| NGC 4993              | Hydre         | (R')SAB0^-(rs)? | Lenticulaire                | 13h 09m 47.7s | -23° 23′ 02″ | 2916 ± 15              | 12,4         | 47,6 ± 3,4     | 93             |
| IC 4180               | Hydre         | SB(rl)0/a?      | Lenticulaire                | 13h 06m 56.5s | -23° 55′ 02″ | 2972 ± 18              | 12,7         | 48,5 ± 3,4     | 98             |
| IC 4197               | Hydre         | SAB0-           | Lenticulaire                | 13h 08m 04.3s | -23° 47′ 49″ | 3027 ± 6               | 12,4         | 49,3 ± 3,5     | 93             |
| ESO 508-11            | Hydre         | SB(s)d?         | Spirale barrée              | 13h 07m 44.9s | -22° 51′ 28″ | 2610 ± 6               | 11,69        | 43,1 ± 3,0     | 124            |
| ESO 508-15 (UGCA 328) | Hydre         | IB(s)m          | Irrégulière magellanique    | 13h 09m 19.1s | -24° 23′ 12″ | 2872 ± 8               | 14,2         | 47,0 ± 3,3     | 74             |
| ESO 508-19            | Hydre         | SB(s)m          | Spirale barrée magellanique | 13h 09m 51.9s | -24° 14′ 21″ | 2925 ± 6               | 12,11 ± 0,05 | 47,7 ± 3,4     | 93             |
| ESO 508-24 (UGCA 331) | Hydre         | SB(rs)c?        | Spirale barrée              | 13h 10m 45.9s | -23° 51′ 57″ | 2857 ± 7               | 13,3         | 46,7 ± 3,3     | 125            |
| ESO 576-3             | Vierge        | SB(s)d pec?     | Spirale barrée              | 13h 10m 35.7s | -21° 44′ 54″ | 2960 ± 3               | 12,10        | 48,3 ± 3,4     | 85             |

Le site DeepskyLog permet de trouver aisément les constellations des galaxies mentionnées dans ce tableau ou si elles ne s'y trouvent pas, l'outil du site constellation permet de le faire à l'aide des coordonnées de la galaxie. Sauf indication contraire, les données proviennent du site NASA/IPAC.